# Радоје Јовановић
Радоје Јовановић (Комани, Подгорица, 1916 – Комани, 1943), учесник Народноослободилачке борбе и народни херој Југославије.

## Биографија
Родио се у Команима, Подгорица 1916. године у сељачкој породици. Након Првог светског рата са породицом се доселио у Подгорицу где завршио основну школу и научио штампарски занат. Члан СКОЈ-а је постао 1936. године, а КПЈ 1940. године. Био је учесник познате демонстрације на Белведеру на Цетињу 1936. године. Као графички радник истицао се у штампању и растурању „Гласа Црне Горе” који је издавао покрајински комитет Комунистичке партије Југославије у три броја.
Када је избио Устанак у Црној Гори придружио се Подгоричкој устаничкој чети која је формирана 18. јула. Са њом је учествовао у борби на Вељем Брду и другим борбама у подгоричком срезу. Као борац Зетског партизанског одреда учествовао је у Пљеваљској бици 1. децембра 1941. године. После битке остао је на северу Црне Горе  у састав 1. црногорског комбинованог батаљона Црногорско−санџачког НОП одреда. У њему је остао све до расформирања у марту 1942. године. Истакао се у свим борбама као бомбаш.
Када су се партизанске снаге под притиском непријатеља повукли у Босну, Радоје је био један од неколико стотина бораца који је остао на терену у Црној Гори. Пошто су услови за илегални рад у Подгорици били немогући, повукао се у Комане  где су живели његови рођаци. Комани су били у саставу ОК КПЈ Цетиње, тј Међуопштинског комитета КПЈ. На илегалном раду се задржао мало више од две године. Непријатељи су му најзад ушли у траг 5. јануара 1943. године. Њега и једног друга је опколио четнички батаљон који их је позвао да се предају. Обојица су одлучила да пруже отпор, међутим прво је упуцан његов друг а затим је и Радоје рањен. Наставио је да се бори, а када је потрошио муницију, како не би пао у руке непријатељу активирао је бомбу и себи одузео живот.
Указом председника ФНР Југославије Јосипа Броза Тита, 10. јула 1953. године, проглашен је за народног хероја.